# Вострецовский сельсовет
Вострецовский сельсовет  — муниципальное образование в Бураевском районе Башкортостана.

## История
Согласно «Закону о границах, статусе и административных центрах муниципальных образований в Республике Башкортостан» имеет статус сельского поселения.

## Население
| 2002  | 2009  | 2010  | 2012  | 2013  | 2014  | 2015  |
| ----- | ----- | ----- | ----- | ----- | ----- | ----- |
| 1644  | ↘1503 | ↘1228 | ↘1192 | ↘1131 | ↘1081 | ↘1037 |
| 2016  | 2017  |       |       |       |       |       |
| ↘1021 | ↘1006 |       |       |       |       |       |

## Состав сельского поселения
| № | Населённый пункт | Тип населённого пункта       | Население |
| - | ---------------- | ---------------------------- | --------- |
| 1 | Вострецово       | село, административный центр | ↘330      |
| 2 | Новобикметово    | деревня                      | ↘425      |
| 3 | Новоельдяково    | село                         | ↘308      |
| 4 | Арсланбеково     | деревня                      | ↗83       |
| 5 | Камелево         | деревня                      | ↘66       |
| 6 | Сармашево        | деревня                      | ↘11       |
| 7 | Крещенка         | деревня                      | ↘5        |